# STS-121

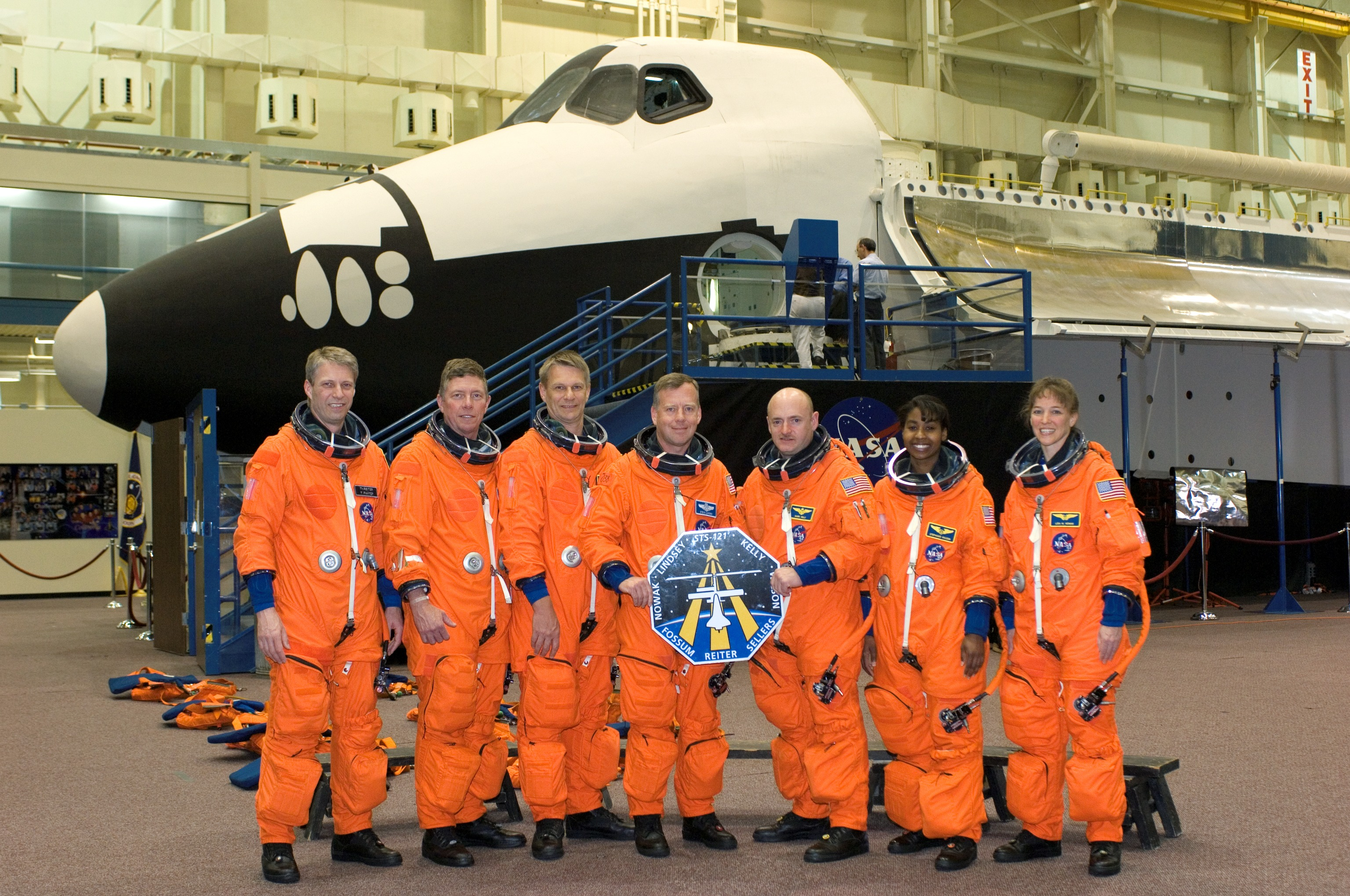
Екіпаж STS-121: Зліва-направо: Райтер, Фоссум, Селлерс, Линдсей, Келлі, Вілсон, Новак

STS-121 — космічний політ шатла «Діскавері» за програмою «Спейс Шаттл», другий випробувальний політ за програмою «Повернення до польотів» після катастрофи «Колумбії» в лютому 2003 року для перевірки проведених удосконалень і випробування нових процедур, покликаних підвищити безпеку польотів, фахівці НАСА вирішили провести два випробувальні польоти за програмою «Повернення до польотів».
STS-121 спочатку мав стати польотом з обслуговування телескопа «Габбл», для виконання якого передбачалося використовувати шаттл «Колумбія». Оскільки після катастрофи цей політ був скасований, а номери з STS-115 до STS-120 в розкладі НАСА були зайняті, для другого старту за програмою «Повернення до польотів» був обраний найближчий вільний номер — STS-121.
Спочатку передбачалося виконати два випробувальні польоти: перший — STS-114 з шатлом «Атлантіс», другий — STS-121 з «Діскавері» (попередньо намічений на вересень 2005 року). Однак, коли під час підготовки до STS-114 виявилися проблеми з шасі «Атлантіса», послідовність польотів шатлів змінили. Першим у рамках програми «Повернення до польотів» полетів «Діскавері» з 26 липня по 9 серпня 2005 року. Потім була ще одна перестановка: тепер «Атлантіс» був призначений в STS-115 а шаттл «Діскавері» — у STS-121, як це і планувалося спочатку.
Згідно попередніх планів STS-121 старт був намічений на осінь 2005 року. Однак під час першого польоту за програмою «Повернення до польотів» («Діскавері» STS-114) з'ясувалося, що проблеми з відшаровуванням термоізоляцієї паливного бака повністю вирішені не були. Для їх вирішення фахівцям НАСА було потрібно додатковий час, тому новий політ був перенесений на 2006 рік. За попереднім рішенням, старт повинен був відбутися не раніше 1 липня 2006 року.
У разі пошкодження «Діскавері» при старті і неможливості його безпечного повернення на Землю, астронавти повинні були залишитися на МКС і чекати рятувальної експедиції «Атлантіса» STS-300 яка могла б стартувати в серпні 2006 року. Такий запобіжний захід був рекомендований комісією, що розслідувала катастрофу «Колумбії».

## Екіпаж
- Стівен Ліндсей (англ. Steven Lindsey) (4-й космічний політ) командир експедиції.
- Марк Келлі (англ. Mark Kelly) (2), пілот.
- Майкл Фоссум (англ. Micheal Fossum) (1), фахівець з програмою польоту.
- Пірс Селлерс (англ. Pierce Sellers) (2), фахівець з програмою польоту.
- Ліза Новак (англ. Linda Novack) (1), фахівець з програмою польоту.
- Стефані Вілсон (англ. Stephanie Wilson) (1), фахівець з програмою польоту.
- Томас Райтер (англ. Thomas Reiter) (2) (Німеччина) член екіпажу МКС-13 астронавт Європейського космічного агентства[1]

Командир екіпажу Стівен Ліндсей, пілот Марк Келлі і фахівці польоту Карлос Норьєга та Майкл Фоссум були включені до складу екіпажу 2 грудня 2003 року. Астронавт Пірс Селлерс замінив Карлоса Норьєгу, раніше включеного до складу екіпажу, але відстороненого від польоту за медичними показаннями 15 липня 2004 року. Жінки-астронавти Ліза Новак і Стефані Вілсон були включені до складу екіпажу 18 листопада 2004 року.
Стартувавши з STS-121, Томас Райтер приєднався до екіпажу довготривалої експедиції МКС-13 і на сім місяців залишився на борту МКС. Він повернувся на Землю 22 грудня 2006-го з астронавтами екіпажу «Діскавері» STS-116. Таким чином, в довготривалій експедиції на МКС знову після трирічної перерви стали працювати три космонавти. Остання довготривала експедиція (МКС-6), що складається з трьох осіб, повернулася на Землю 4 травня 2003 року. Без відновлення польотів шатлів було б неможливим забезпечити постійну присутність трьох космонавтів на борту МКС.
В екіпажі «Діскавері» — троє раніше не літали астронавтів: Майкл Фоссум, Ліза Новак і Стефані Вілсон.

## Виходи у відкритий космос

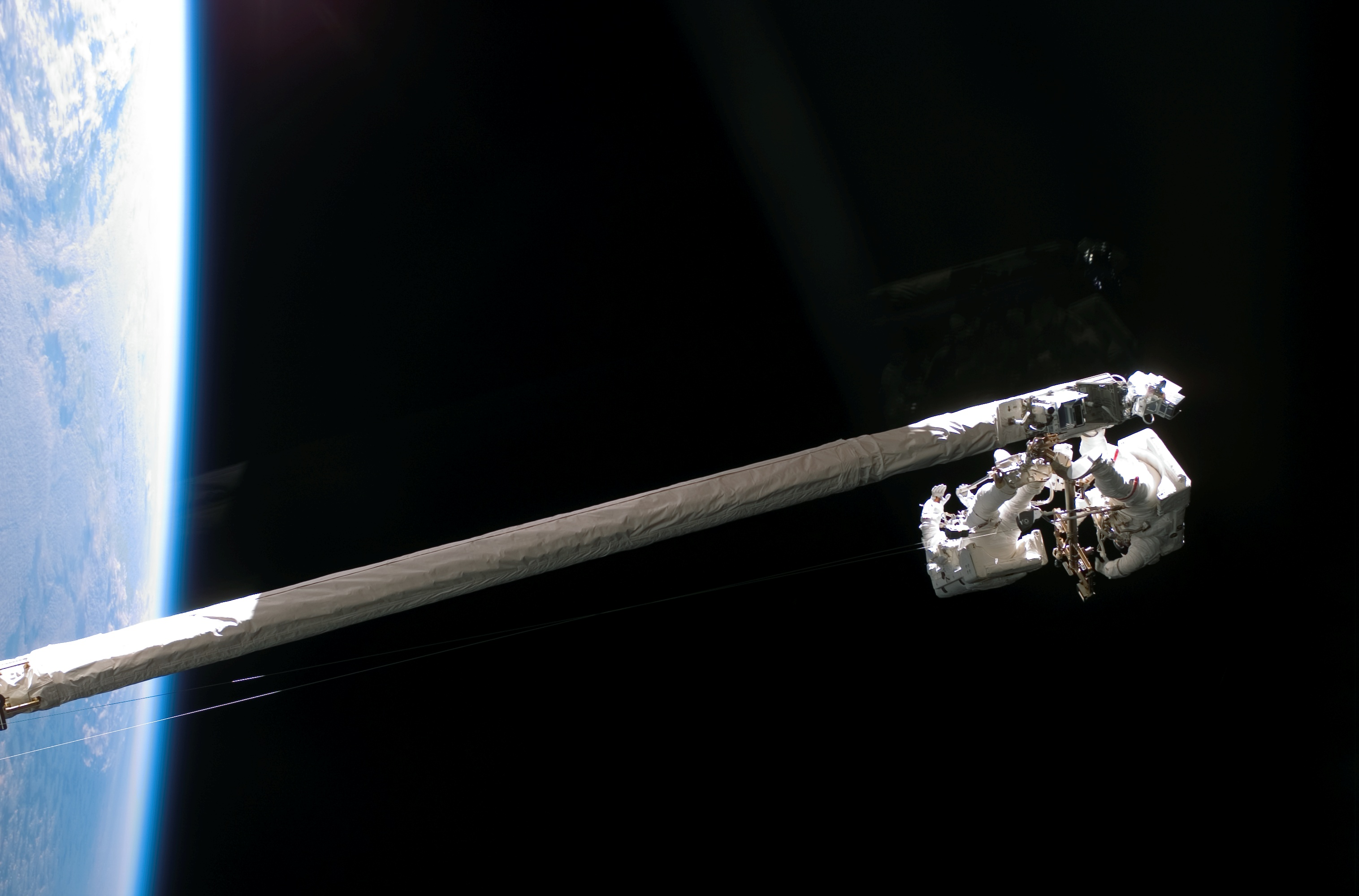
Селлерс і Фоссум — перший. вихід

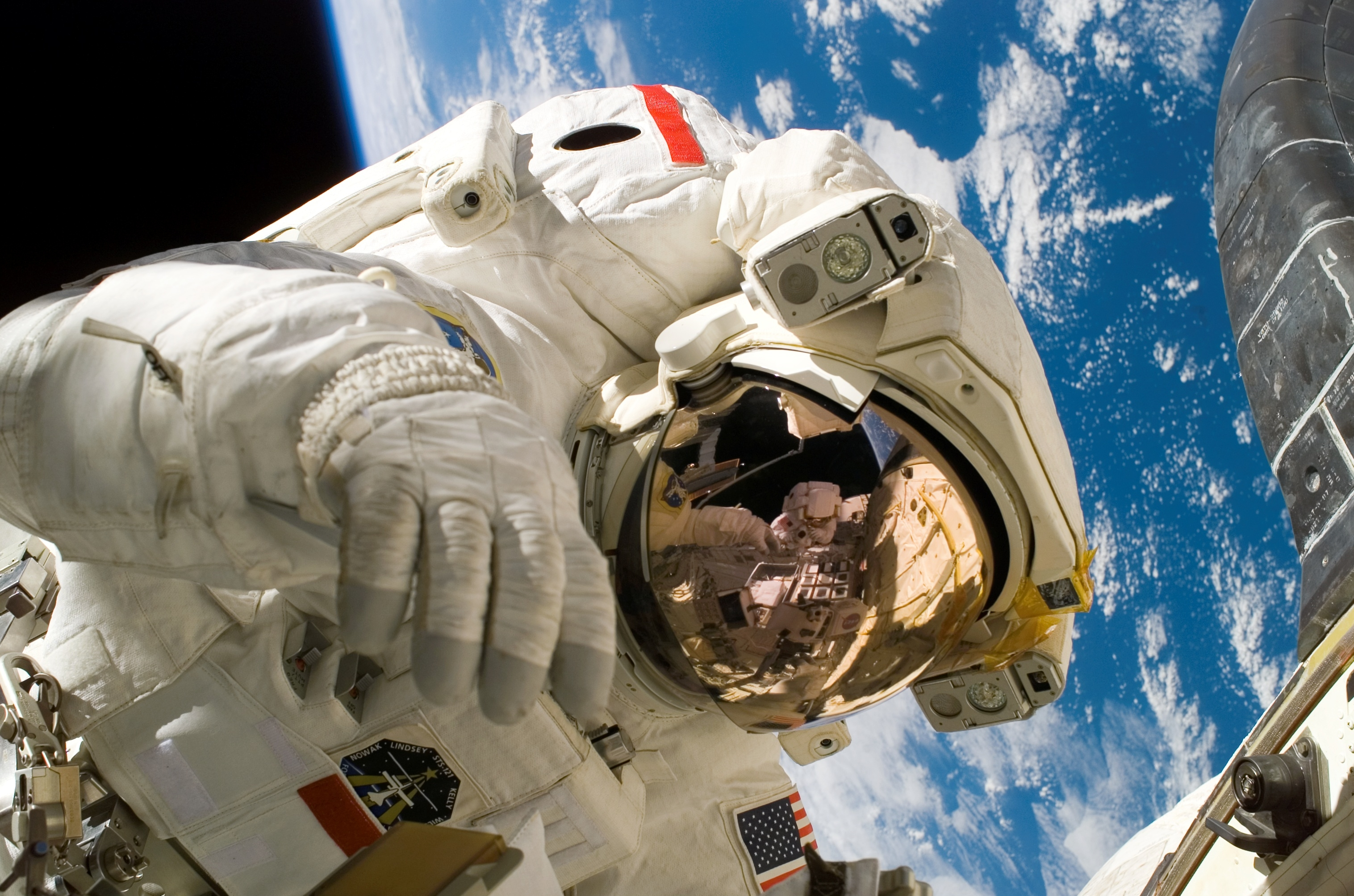
Селлерс у відкритому космосі

- Вихід 1 —  «Селлерс і Фоссум»
- Мета: ремонт мобільного транспортера МКС і випробування подовжувача робота- маніпулятора.
- Початок: 8 липня 2006 року — 13:17 UTC
- Закінчення: 8 липня — 20:49 UTC
- Тривалість: 7 годин 32 хвилини

66-й вихід у космос пов'язаний з МКС, 38-й вихід безпосередньо з МКС і 20 й вихід з американського модуля «квест» в американських скафандрах, 4-й вихід у космос Пірса Селлерса і 1-й — Майкла Фоссум.
- Вихід 2 — «Селлерс і Фоссум»
- Мета: установка насоса системи термоконтролю на зовнішній поверхні шлюзового модуля «Квест» і роботи на мобільному транспортері.
- Початок: 10 липня 2006 року — 12:14 UTC
- Закінчення: 10 липня — 19:01 UTC
- Тривалість: 6:00 47 хвилин

67-й вихід у космос пов'язаний з МКС, 39-й вихід безпосередньо з МКС, 21-й вихід з американського модуля «Квест» в американських скафандрах, 5-й вихід у космос Пірса Селлерса і 2-й вихід Майкла Фоссум.
- Вихід 3 — «Селлерс і Фоссум»
- Мета: випробування техніки обстеження і ремонту стиків вуглець — вуглецевого теплозахисного покриття, яке закриває носову частину і передні кромки крил шатлів.
- Початок: 12 липня 2006 року — 11:20 UTC
- Закінчення: 12 липня — 18:31 UTC
- Тривалість: 7:00 11 хвилин

68-й вихід у космос пов'язаний з МКС, 40-й вихід безпосередньо з МКС, 22-й вихід з американського модуля «Квест» в американських скафандрах, 6-й вихід у космос Пірса Селлерса і 3-й вихід Майкла Фоссум.

## Підготовка до польоту
1 березня в Космічний центр імені Кеннеді на мисі Канаверал, доставлений зовнішній паливний бак (ET-119) для «Діскавері». Паливний бак був модернізований на підприємстві «Мішу Асамблеї Фонду» компанії «Локхід Мартін» в Новому Орлеані. Доставка паливного бака здійснювалася морем з 25 лютого по 1 березня. Прибулий паливний бак був перевезений в будівля вертикальної збірки шаттла, де його випробували в аеродинамічному тунелі, і потім до нього підвісили два твердопаливних прискорювача.
14 березня 2006 року НАСА оголосило про перенесення старту місії «Діскавері» STS-121. Нове вікно для старту: 1—19 липня 2006 року. Рішення про перенесення пов'язане з проблемою у функціонуванні датчиків, які контролюють рівень палива в зовнішньому паливному боке.
12 травня шаттл «Діскавері» перевезений з ангара, де він зберігався, в будівлю вертикальної збірки. Тут він буде з'єднаний із зовнішнім паливним баком і двома твердопаливними прискорювачами. 16 травня у вантажний відсік шатлу буде вкладений транспортний модуль «Леонардо». На 19 травня намічена перевезення шаттла на стартовий майданчик.

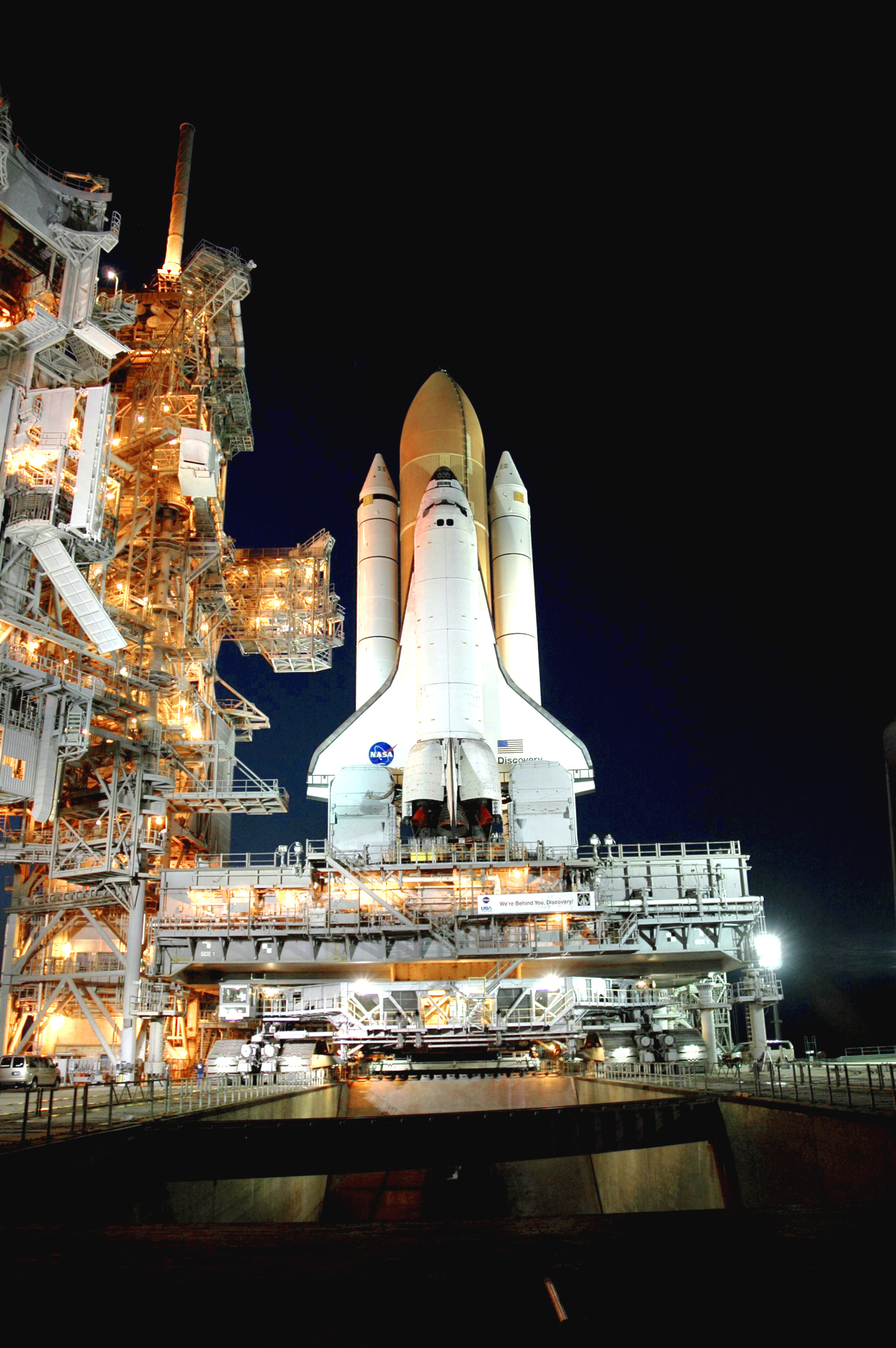
«Діскавері» на стартовій позиції

19 травня шатл «Діскавері» з'єднаний із зовнішнім паливним баком і двома твердопаливними прискорювачами, був перевезений з будівлі вертикальної збірки на стартовий майданчик. З цього моменту почалася безпосередня підготовка до місії STS-121, сприятливе вікно для старту якої починалося з 1 липня і закінчувалося 19 липня.
Транспортування шаттла почалася в 16:45 (UTC). Відстань від будівлі вертикальної збірки до стартового майданчика — 4,2 милі, максимальна швидкість транспортування — 1 миля на годину.
Запуск «Діскавері» STS-121 був призначений на 1 липня 15:48 EDT (19:48 UTC, 23:48 московський час)
Незадовго перед призначеним часом стартує 1 липня (23 години 48 хвилин московського часу) старт «Діскавері» був скасований STS-121. Причина скасування — несприятливі погодні умови. Наступна спроба була можлива в неділю, 2 липня в 23 годині 26 хвилин, проте старт знову перенесено з тієї ж причини — несприятливі погодні умови. Керівництвом НАСА було вирішено, що наступна спроба буде зроблена 4 липня в 18:38 UTC, в День незалежності США.

## Опис польоту
Після двох скасованих спроб старту, 4 липня 2006 року, в 18:38 UTC шаттл «Діскавері» STS-121 стартував з космодрому на мисі Канаверал. У 19:23 UTC «Діскавері» вийшов на стабільну орбіту з апогеєм — км і перигеем 229—156 км.
5 липня. У першу добу на орбіті астронавти готувалися до стикування з МКС, яка була призначена на 6 липня 14:51 UTC. 5 липня астронавти за допомогою камер, встановлених на маніпуляторі шаттла, оглянули доступні області зовнішньої поверхні шатла, на предмет пошуку можливих пошкоджень в теплозахисного покриття шаттла, і не виявили їх.

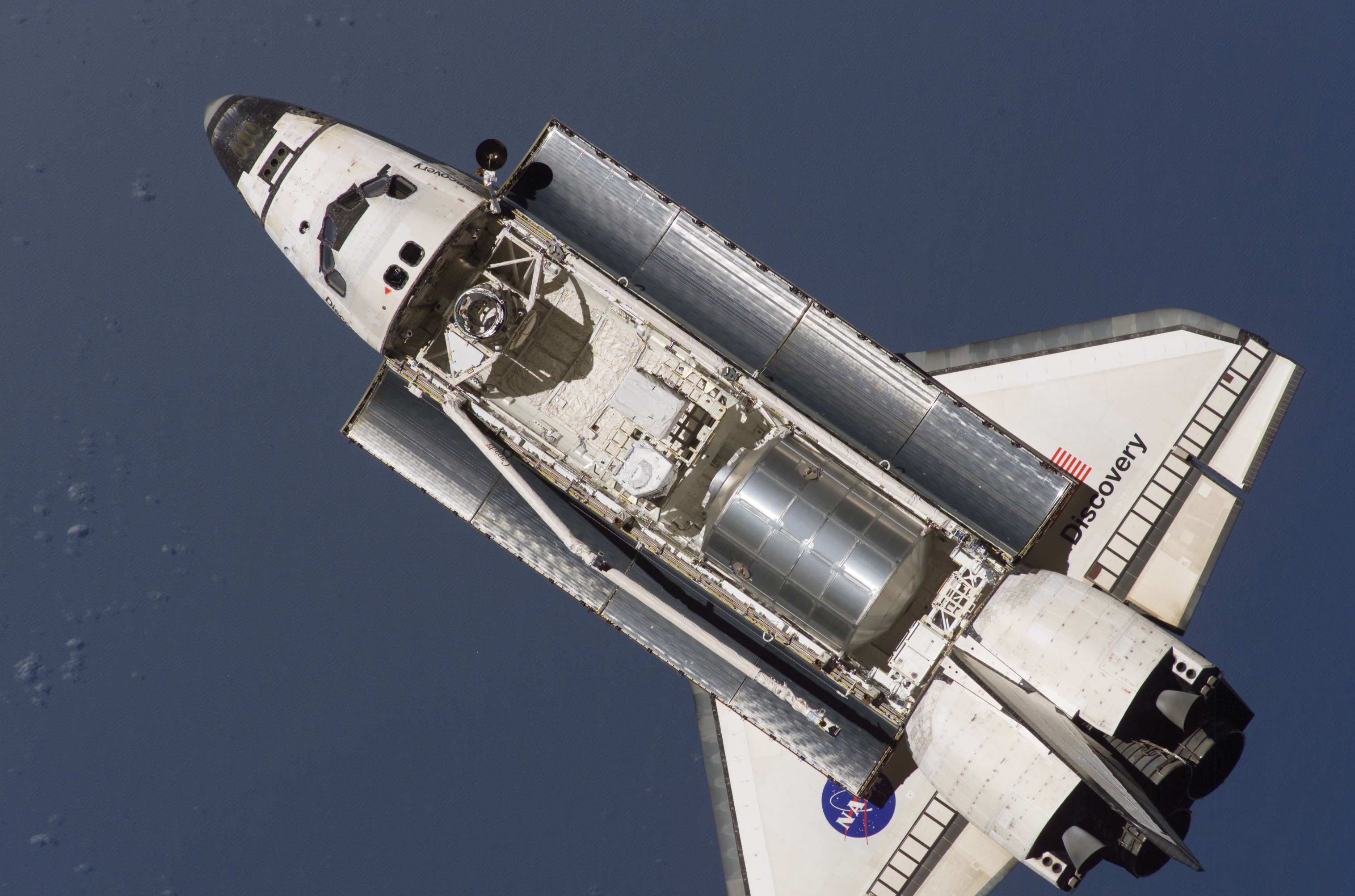
«Діскавері» наближається до МКС

6 липня, при підльоті «Діскавері» до МКС, космонавти 13-й довготривалої експедиції МКС Павло Виноградов і Джеффрі Вільямс через ілюмінатори МКС, фотографували зовнішню поверхню шатла, з цілю виявлення можливих пошкоджень. Фотографії зроблені екіпажем МКС були передані на Землю, для вивчення фахівцями. 14:52 UTC шаттл У «Діскавері» зістикувався з Міжнародною космічною станцією. Перехідний люк між «Діскавері» і МКС був відкритий в 16:30 UTC. На орбіті зустрілися екіпаж МКС: командир 13-ї експедиції Павло Виноградов, бортінженер Джеффрі Вільямс і екіпаж «Діскавері» Стівен Ліндсей, Марк Келлі, Майкл Фоссум, Ліза Новак, Стефанії Уільсон, Пірс Селлерс і Томас Райтер.
7 липня астронавти за допомогою робота — маніпулятора МКС «Канадарм-2» дістали багатофункціональний вантажний модуль «Леонардо» з вантажного відсіку шатлу і пристикували його до МКС. У модулі «Леонардо» знаходилося більше 3,5 тонн корисного вантажу, необхідного для продовження роботи МКС і його екіпажу. Астронавти готувалися до наміченого на наступний день о 13:13 UTC, першого виходу у відкритий космос, готували шлюзовий модуль «Квест» і інструменти, які будуть використані астронавтами Фоссум і Селлерсом під час виходу в космос.
8 липня астронавти Пірс Селлерс і Майкл Фоссум здійснили вихід у відкритий космос. Вихід почався в 13:17 і закінчився о UTC 20:49, тривалість виходу склала 7 годин 32 хвилини. Під час виходу астронавти ремонтували мобільний транспортер МКС і випробовували подовжувач робота-маніпулятора. НАСА ухвалило рішення продовжити політ «Діскавері» на одну добу і виконати ще один вихід у космос. Було вирішено, що астронавти Селлерс і Фоссум вийдуть вдруге в космос в понеділок (10 липня) та втретє в середу (12 липня), й що під час третього виходу астронавти будуть обстежувати теплозахисне покриття шаттла.
9 липня астронавти продовжили розвантаження вантажного модуля «Леонардо» і підготовку до другого виходу у відкритий космос. Крім цього екіпаж провів прес-конференцію, яка транслювалася телебаченням НАСА.
10 липня астронавти Пірс Селлерс і Майкл Фоссум виконали другий вихід у відкритий космос. Вихід почався в 12:14 UTC і закінчився о 19:01, тривалість виходу склала 6 годин 47 хвилин. Під час виходу астронавти встановили насос системи терморегулювання на зовнішній поверхні шлюзового модуля «Квест» і проводили роботи на мобільному транспортері. Координацію виходу здійснював пілот «Діскавері» Марк Келлі. Маніпулятором управляли Ліза Новак і Стефані Вілсон. В цей же час екіпаж МКС завантажував в модуль «Леонардо» результати проведених експериментів і відпрацьовані матеріали та обладнання, для повернення їх на Землю.
11 липня екіпажі «Діскавері» і МКС продовжили розвантаження вантажного модуля «Леонардо» та підготовку до третього виходу у відкритий космос, який відбудеться 12 липня.
12 липня астронавти Пірс Селлерс і Майкл Фоссум виконали третій вихід у відкритий космос. Вихід почався в 11:20 UTC і закінчився о 18:31, тривалість виходу склала 7 години 11 хвилин. Під час виходу астронавти проводили випробування техніки ремонту теплозахисного покриття шаттла. Ці випробування проводилися у вантажному відсіку шаттла, де були встановлені зразки теплозахисного покриття. Астронавти також перевіряли інфрачервону камеру, яка фіксує градієнт температури на теплозахисних плитках. Координацію виходу здійснював пілот «Діскавері» Марк Келлі. Роботом-маніпулятором управляли Ліза Новак і Стефані Вілсон.
13 липня. Після виконання трьох виходів у космос, розвантаження і завантаження модуля «Леонардо» астронавти «Діскавері» мали день відпочинку. У цей же день відбулася прес-конференція екіпажів «Діскавері» і МКС. Джеффрі Вільямс проводив останні операції, для підготовки модуля «Леонардо» до відстиковки від МКС.
14 липня багатофункціональний вантажний модуль «Леонардо» був відстикований від МКС і поміщений у вантажний відсік «Діскавері». Роботом-маніпулятором МКС управляли Ліза Новак і Стефані Вілсон. Модуль «Леонардо» був від'єднаний від МКС о 13:25 UTC і поміщений у вантажний відсік шатлу в 15:00 UTC. У модулі було доставлено на МКС близько 3,5 тонн корисних вантажів. На Землю відправлено близько 1,8 тонн непотрібних на станції матеріалів і устаткування, а також результати наукових експериментів. Командир шатла Ліндсей ще раз оглянув кромки крил «Діскавері» в пошуках можливих пошкоджень. Від'єднання «Діскавері» від МКС було призначено на 15 липня в 10:08 UTC.
15 липня в 10:08 UTC шаттл «Діскавері» відстикувався від МКС, це сталося над Тихим океаном північніше Нової Зеландії. Люк між «Діскавері» і орбітальним комплексом був закритий у 08:00. Через 10 хвилин, після відходу «Діскавері» від станції, відстань між ними була 40 метрів. У 10:30 на відстані 120 метрів від МКС були включені двигуни системи орбітального маневрування (ВООЗ) і шаттл здійснив обліт МКС зверху. «Діскавері» повинен приземлитися 17 липня на мисі Канаверал.
16 липня центр управління польотом, після вивчення всіх даних отриманих з «Діскавері» оголосив, що для посадки шаттла немає перешкод. Екіпаж проводить підготовку до повернення на Землю, перевіряє двигуни та системи шаттла. Посадка призначена на 13:14 UTC 17 липня. Включення двигунів на гальмування і сходу з орбіти призначено на 12:07 UTC. Друга можливість посадки в понеділок (17 липня) — включення двигунів в 13:43 UTC і посадка о 14:50 UTC. Прогноз погоди — сприятливий для посадки. На понеділок не планується можливість посадки в Каліфорнії, на військово-повітряній базі Ванденберг.
17 липня, шаттл «Діскавері» з шістьма астронавтами на борту здійснив м'яку посадку на мисі Канаверал (штат Флорида). Успішно завершено другий політ шаттла за програмою «Повернення до польотів». Цей успіх дозволив відновити регулярні польоти шаттлів і продовжити роботи з будівництва Міжнародної космічної станції.

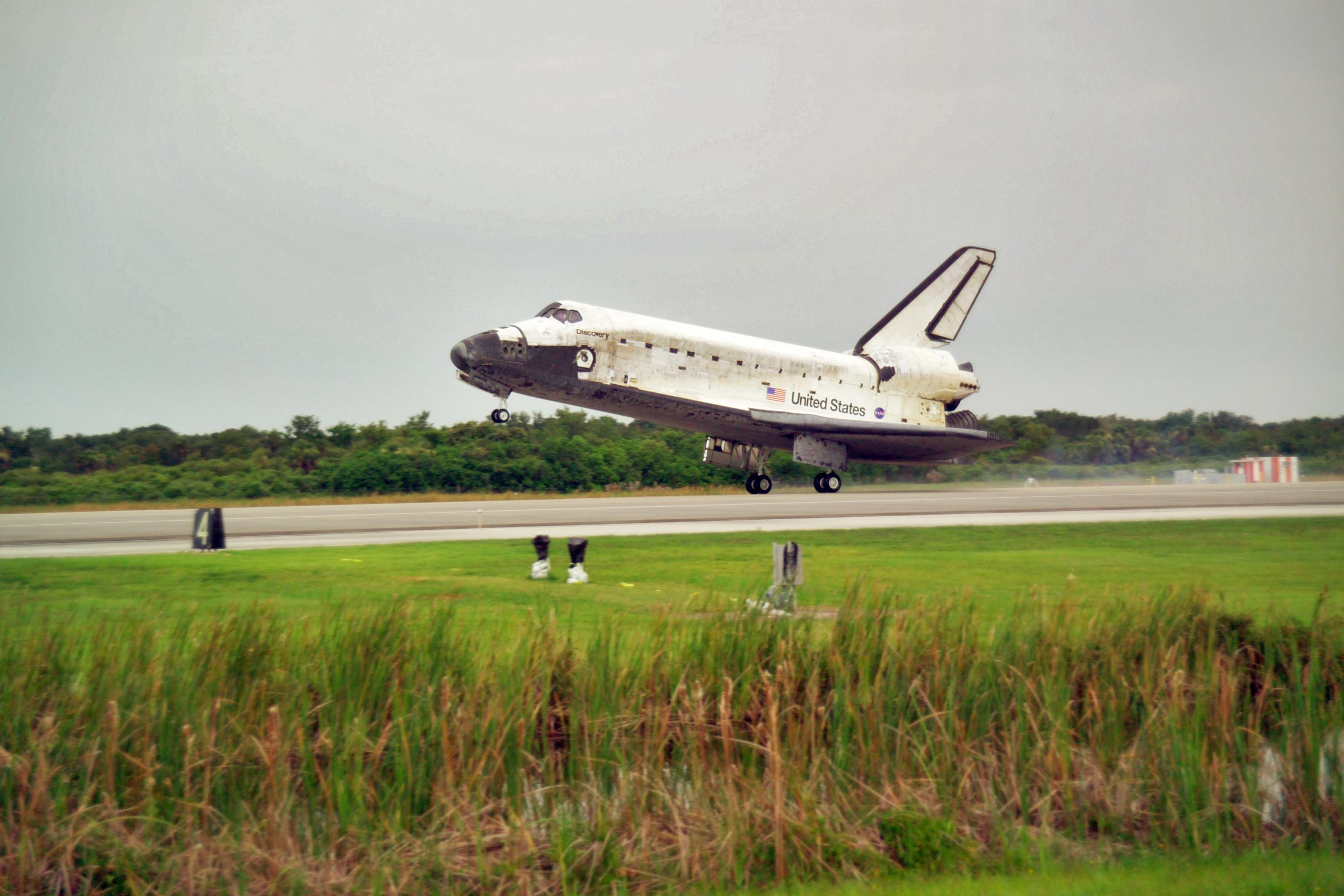
Приземлення «Діскавері» STS-121

«Діскавері» з екіпажем на борту приземлився в 13:14 UTC, час перебування в космосі склала діб 12:00 36 хвилин 18. Шаттл пройшов відстань у 8,85 мільйонів кілометрів (5,5 мільйона миль). «Діскавері» доставив на борт МКС Томаса Райтера, третього члена 13-й довготривалої експедиції. Вперше з травня 2003 року, на МКС знов був екіпаж з трьох астронавтів. На МКС були доставлені матеріали та прилади для підтримки її функціонування, загальною вагою більш ніж 12 тонн. Під час перебування на орбіті було здійснено три виходи у відкритий космос, під час одного з них проводилися ремонтні роботи на мобільному транспортері МКС, в часі двох виходів відпрацьовувалася техніка обстеження та ремонту на орбіті теплозахисного покриття шаттла. Під час виходів у космос астронавти Селлерс і Фоссум випробували подовжувач робота-маніпулятора, замінили кабель, який служить для передачі електроживлення, команд, даних і для передачі відео зображення до мобільного транспортеру МКС. Мобільний транспортер служить для пересування платформи, на якій закріплений робот-маніпулятор станції.
Двигун гальмування шатлу був включений в 12:07 UTC, коли шатл перебував на Індійським океаном. Двигун пропрацював 3 хвилини, шаттл зійшов з орбіти і кинувся до Землі. При спуску шаттл пролетів над Гватемалою, Мексикою, Мексиканською затокою і над південно — західним узбережжям Флориди.

## Підсумки
Відразу після приземлення астронавти Стівен Ліндсей, Марк Келлі, Майкл Фоссум Пірс Селлерс, Ліза Новак і Стефані Вілсон пройшли коротке медичне обстеження. Після обстеження астронавти оглянули свій космічний корабель — «Діскавері».
Командир екіпажу Стів Ліндсей сказав: «Це був мій четвертий космічний політ і я чотири рази обійшов навколо шаттла, корабель виглядає так чисто, як ніякий до нього, у нас було дуже мало проблем». Ліндсей подякував свій екіпаж: «Я хотів би сказати спасибі екіпажу — під час польоту, всі були прекрасні. Для мене було честю працювати з таким екіпажем».
«STS-121» політ був найбільш фотографованим з усіх, що раніше відбулися. Під час старту зйомку «Діскавері» виконували понад 100 цифрових і відео камер з високою роздільною здатністю.
По завершенні польоту американське космічне агентство оголосило, що наступним стартом шаттла повинна стати місія «Атлантіса» STS-115. Вікно для запуску: — з 28 серпня по 13 вересня. Практично, «Атлантіс» повинен був стартувати до 7 вересня, щоб не зустрінеться на орбіті з російським космічним кораблем «Союз ТМА-9», старт якого був призначений на 14 вересня. Основним завданням «Союзу» повинна була стати доставка на МКС 14-го довготривалого екіпажу: Майкла Лопес-Алегрія (США) і Михайла Тюріна (Росія).